# Ballon d'or 1993
Navigation
Édition précédente Édition suivante
Le Ballon d'or 1993 est la 38e cérémonie du Ballon d'or, organisée par France Football. Il récompense l'Italien Roberto Baggio.

## Résultats
| Rang | Nom                | Club                                      | Sélection            | Points |
| ---- | ------------------ | ----------------------------------------- | -------------------- | ------ |
| 1    | Roberto Baggio     | Juventus                                  | Italie               | 142    |
| 2    | Dennis Bergkamp    | Ajax Amsterdam / Inter Milan              | Pays-Bas             | 83     |
| 3    | Éric Cantona       | Manchester United                         | France               | 34     |
| 4    | Alen Bokšić        | Olympique de Marseille / Lazio Rome       | Croatie              | 29     |
| 5    | Michael Laudrup    | Barcelone                                 | Danemark             | 27     |
| 6    | Franco Baresi      | Milan AC                                  | Italie               | 24     |
| 7    | Paolo Maldini      | Milan AC                                  | Italie               | 19     |
| 8    | Emil Kostadinov    | FC Porto                                  | Bulgarie             | 11     |
| 9    | Stéphane Chapuisat | Borussia Dortmund                         | Suisse               | 9      |
| 9    | Ryan Giggs         | Manchester United                         | Pays de Galles       | 9      |
| 11   | Andreas Möller     | Juventus                                  | Allemagne            | 7      |
| 12   | Ruud Gullit        | Sampdoria de Gêne                         | Pays-Bas             | 6      |
| 12   | Peter Schmeichel   | Manchester United                         | Danemark             | 6      |
| 12   | Hristo Stoitchkov  | Barcelone                                 | Bulgarie             | 6      |
| 15   | Basile Boli        | Olympique de Marseille                    | France               | 5      |
| 15   | Rune Bratseth      | Werder Brême                              | Norvège              | 5      |
| 17   | Enzo Scifo         | Torino / AS Monaco                        | Belgique             | 4      |
| 18   | Andreas Herzog     | Werder Brême                              | Autriche             | 3      |
| 18   | Ronald Koeman      | Barcelone                                 | Pays-Bas             | 3      |
| 18   | Jari Litmanen      | Ajax                                      | Finlande             | 3      |
| 21   | Dino Baggio        | Juventus                                  | Italie               | 2      |
| 21   | Sergueï Kiriakov   | Karlsruher                                | Russie               | 2      |
| 21   | David Platt        | Juventus / Sampdoria                      | Angleterre           | 2      |
| 21   | Franck Sauzée      | Olympique de Marseille / Atalanta Bergame | France               | 2      |
| 21   | Giuseppe Signori   | Lazio Rome                                | Italie               | 2      |
| 26   | Tomas Brolin       | Parme FC                                  | Suède                | 1      |
| 26   | Martin Dahlin      | Borussia Mönchengladbach                  | Suède                | 1      |
| 26   | Georges Grün       | Parme FC                                  | Belgique             | 1      |
| 26   | Stélios Manolás    | AEK Athènes FC                            | Grèce                | 1      |
| 26   | Paul McGrath       | Aston Villa                               | République d'Irlande | 1      |